# Oliverpabstia
Oliverpabstia es un género de bacterias grampositivas de la familia Lachnospiraceae. Actualmente sólo contiene una especie: Oliverpabstia intestinalis. Fue descrita en el año 2021. Su etimología hace referencia al profesor alemán Oliver Pabst, por su contribución al campo de la inmunología de la mucosa. El nombre de la especie hace referencia al intestino. Es anaerobia estricta, en forma de cocobacilo y suele crecer en pares. Tiene un contenido de G+C  de 44,1%. Se ha aislado de heces de cerdo en Alemania. En estudios sobre el microbioma de cerdos, se ha observado que la abundancia de esta bacteria aumenta tras el destete de los individuos.